# Nesmith Ankeny
Nesmith Cornett Ankeny (Walla Walla, Washington, 1927 – Seattle, 4 de agosto de 1993) foi um matemático estadunidense, especialista em teoria dos números.
Após prestar o serviço militar estudou na Universidade Stanford, obtendo um Ph.D. na Universidade de Princeton em 1950, orientado por Emil Artin, com a tese Consequences of the Extended Riemann Hypothesis. Foi fellow da Universidade de Princeton e do Instituto de Estudos Avançados de Princeton, depois professor assistente na Universidade Johns Hopkins de 1952 a 1955, quando foi para o Instituto de Tecnologia de Massachusetts (MIT), onde foi full professor em 1964 e aposentou-se em 1992.
Suas pesquisas foram principalmente em teoria analítica dos números, sobre consequências da hipótese generalizada de Riemann.
Também interessou-se por teoria dos jogos: escreveu um livro sobre análise matemática de estratégias do pôquer, especialmente o blefe.

## Obras
- N.C. Ankeny, Poker strategy, Basic Books (1981), ISBN 978-0-465-05839-6.